# Анаболія
Анаболія (від грец. anabolē — підйом) — надставка, пролонгація, різновид філембріогенезу, при якому зміна ознак дорослих організмів відбувається в результаті додавання нових стадій в кінці періоду ембріонального розвитку, який при цьому подовжується. Ознаки, що виникають на пізніх стадіях онтогенезу предків, можуть проявлятися у нащадків на тих же стадіях або зміщуватися на більш ранні. Термін ввів  О. М. Сєверцов (1912), який вважав, що повторення ознак предків в онтогенезі нащадків (див. біогенетичний закон) — наслідок розвитку шляхом анаболії.
Приклад анаболії — зрощення  хрящів та  кісток в скелеті дорослих хребетних  тварин, у предків яких ці кістки і хрящі залишалися роздільними.